# Socosbamba
Socosbamba es un centro poblado ubicado en el distrito trasandino de Piscobamba, en la provincia de Mariscal Luzuriaga, departamento de Áncash. Por carretera está a 3 km del pueblo de Musga y a la misma distancia de la ciudad de Piscobamba de Huarás, por la vía Carhuás-San Luis- Llumpa se puede llegar a Socosbamba en cinco horas. Su clima es templado todo el año.

## Toponimia
El topónimo de esta localidad es de ancestro quechua, «socos» proviene del quechua shuqush, tal como conocen al carrizo nativo y «pampa» de panpa voz del habla vernácula, que denota planicie o llanura. Socosbamba es la castellanización de Shuqush panpa planicie de carrizos.

## Historia
Aparece en grafías castellanas en el libro de bautizos de la Parroquia de San Pedro y San Pablo desde 1615. Se reitera su presencia cuando un documento privado hace aparecer como propiedad- en condición de fundo- de la familia Solís, a fines del siglo XVII.

### Núcleo escolar campesino
Su nombre vuelve a sonar en el gobierno del general Manuel A. Odría, sus hijos residentes en Lima, gestionan la posibilidad de que la sede central de un Núcleo escolar campesino (NEC) sea, precisamente, el poblado de Socosbamba. El programa de los Necs fue creado en un proyecto binacional boliviano- peruano en 1946 por participación activa del etnohistoriador Luis.E. Valcárcel, en la fecha ministro de Educación en el gobierno de Luis A, Bustamante y Rivero. El proyecto se hizo realidad recién en 1958, en el gobierno de Manuel Prado Ugarteche, por gestión del diputado Humberto Oliveros Márquez, agrupando una red de escuelas rurales hasta el 3.º grado de primaria, ubicadas parte en el distrito de Llumpa de entonces y otras sitas en el distrito de Piscobamba. Su labor, aparte de educación básica rural, se orientaba a las áreas de salud y desarrollo agropecuario: por lo que involucraba a todos los pobladores. Su primer director fue Trinidad Rodríguez Mancisidor y su último director fue Francisco Vía Melgarejo. Se recesó en 1973 para dar paso a la implementación del proyecto de Núcleo Educativo Comunal,ya en la época del general Juan Velasco Alvarado.

### Instituto agropecuario
Desde 1961 ha funcionado el Instituto Nacional Agropecuario de Socosbamba, creado a iniciativa del representante ancashino, Humberto Oliveros. Con el desmontaje de la Reforma Educativa de 1973, ya en el 2.º gobierno de Fernando Belaúnde Terry dicho instituto se transformó en un colegio secundario. En la actualidad funciona como la Institución Educatica Estatal «Carlos Roberto Argote Gomez». En los 20 años de funcionamiento el instituto agropecuario de Socosbamba convocó estudiantes de San Luis, Parobamba, Yauya, Lucma, Huaillán, Llama, Musga, Casca, Quinuabamba, Huacrachuco y de otros lugares de la cuenca media del Alto Marañón. Muchos de ellos, posteriormente, han seguido otras carreras profesionales y una parte de los egresados se enroló en el magisterio público.

## Producción agropecuaria

### Flora
Tiene una campiña que produce maíz, cebada, poroto ( hacha pushku en quechua), trigo, cebada, alfalfa; manzana, naranja, durazno, lima, limón, higo, capulí,tuna, guayaba, entre otras frutas; molle, espinares, quichi, ( kitsi en Runa Simi) huarango ( waranqu), carrizo, la planta huillca; árboles como flor de mora y eucalipto desde 1965, aproximadamente.

### Fauna
Crían ganado caballar, asnal, vacuno, caprino, ovejuno que triscan en los alfalfares y rastrojos, después de la cosecha. Desde la facilitación de almuerzos en comedores populares, programa trabajando juntos, beca 18 ha decaído la agricultura. De modo que cientos de hectáreas de la zona llamada Chacras de Chaupis, aledaña y al norte del poblado, ya no se cultivan y hoy por hoy son potreros donde pacen vacas, caballos y asnos, cuyos dueños son algunos pobladores de Socosbamba. Y los arbustos, que crecen por la gracia de Dios en el área citada, sirven de leña para cocina o pachamanca y manufactura de alguna artesanía sobreviviente: cucharas, arados, yugos.

## Diversidad cultural

### Cultura andina
La población nativa al 98% habla el quechua ancashino, variedad del quechua Q.I. y un 45% de la población se expresa en castellano. Siguen preparando las comidas típicas, ampliadas y mejoradas con las gramíneas y frutas que llevaron los españoles. Se considera como plato estrella: el picante de cuy, con su escolta de mote de trigo. Hay bastante producción de tuna, por lo que como apodo llevan shishu ( 'cicilio' ironizado en castellano), en alusión a las espinitas del fruto de la tuna o chumbo higuera.
Celebran, con un mar de devotos y fiesteros, la fiesta a su patrona local, la Virgen de Dolores- conocida Mama Dullu- en posible remembranza de la Pachamama. Viajan sus hijos autoexiliados, desde Huarás, Lima, Huaral, Huaura, Chimbotte al reencuentro con su lar nativo. La alegría fulgura con presencia de banda de músicos del Callejón de Huailas. Sirven ágape a los acompañantes de procesión y de misa en la casa del alferado, para no menos de 500 comensales. El cielo se bruñe de azul dulce y jaranero el día 22 de octubre, dedicado a la prez y gloria de su Mama Dullu, nombre hierático de ribete telúrico y providencial.Ella llegó, navegando por dos océanos, desde la medieval y singular España arropada por la fe de aventureros y emprendedores.

### Posmodernidad
Las instituciones educativas cuentan con computadoras y acceden a Internet, aunque este servicio necesita apuntalar. La gran mayoría, tanto en quechua cuanto en castellano, se comunican a través de celulares por asuntos de negocio, viaje, salud, trabajos de construcción civil y faenas agrícolas que ya cuenta con tractores pequeños, pero útiles y adecuables por su superficie llana de los terrenos de cultivo.

## Comercio y transportes
Las empresas de transportes que viajan desde Lima tienen sucursales de agencia en Socosbamba, de modo, que coordinando con las otras sucursales de la misma empresa, venden pasaje, los usuarios pueden bajar o subir en dicha agencia como encargar o recibir cargas con su respectiva boleta. Hay servicio local de combis de Piscobamba a Cauchos que necesariamente pasa por Socosbamba tanto de ida como de vuelta; ocasionalmente, alguna combi puede llevar pasajerso hasta Pomabamba. Las empresas de Lima o de Huarás sí dejan subir y llevan a los pasajeros hasta Piscobamba, como también hasta Pomabamba. Los carros que viajan hacia Musga, Llama, Pampachacra, Machí, Qasqa, necesariamente pasan por Socosbamba. Llegando a Vizcacha hay una bifurcación que va a las capitales de los distritos sudoccidentales antes mencionados.
Día a día aumenta el flujo de pasajeros y se nota más cantidad de carros. Todos los sábados llega a Socosbamba y pasa a Piscobamba un carro , hasta Casca: conduciendo pescado congelado desde Chimbote, tiene bastante demanda y regular variedad de pescados.Hay tiendas -tipo bodega, las antiguamente conocidas como tambos y descritas por Charles Wienner- que ofrecen una amplia variedad de productos, como azúcar, fideos, galletas, gaseosas, cervezas, chancay, azúcar y el infaltable cañazo, en pequeña escala venden hojas de coca, pues la gente ya chaccha menos, ya que van reemplazando con chicle o cancha.

## Falla geológica
El 3 de mayo de 2015 se constata que se ha producido una falla geológica - de varios km- que ha dañado el local de la Institución Educativa del lugar, cuya estructura ha quedado inhabilitada; lo mismo que la carretera interprovincial ha sufrido varias rajaduras: interrumpiendo el tránsito; también muchas viviendas particulares presentan serias grietas. La población vive en un reino de zozobra y espera un apoyo técnico y asistencial del gobierno, en sus diversos estamentos, y solidaridad del resto del pueblo peruano.Transcurrido un año, se constata que el hundimiento de los sectores de Machaq, Socosbamba e Inkillay se ha calmado. Los carros en mayo presente corretean alegres llevando esperanzas y bienes de este a oeste y viceversa. Los moradores siguen igual en sus viviendas de siempre, aromados en los olores de tunas y de jacarandás. El traslado a Animaspampa no se ha efectuado. Pareciera un campamento minero tan diverso del amplio predio rural donde crece la gallardía del campesino.

## Menciones y notas
1. ↑  El Comercio, Lima, 6 de mayo de 2015 seccgión A- regiones
2. ↑  Leonel Alexander Menacho López. «Anqash Simi Qullqa» Minedu Lima
3. ↑  Provincia de Mariscal Luzuriaga. Capital Piscobamba. Distritos. D.L en BNP:2011-07837
4. ↑  Información gráfica por TV e Internet y del diario El Comerccio de Lima- Perú
5. ↑  Testimonio de ruta, el 1 de mayo de 2016, entre cohetes por el Día del Trabajador.